# 2. Deutsche Volleyball-Bundesliga 2023/24 (Frauen)
Die Saison 2023/24 der 2. Volleyball-Bundesliga der Frauen war die achtundvierzigste Ausgabe dieses Wettbewerbs. Sie begann am 16. September 2023 und endete am 27. April 2024.
Nach der neugeschaffenen „2. Bundesliga Pro“ sind die „2. Bundesliga Nord“ und die „2. Bundesliga Süd“ die dritthöchsten Staffeln des deutschen Ligasystems im Frauenvolleyball.

## 2. Bundesliga Pro

### Mannschaften
In dieser Saison spielten folgende 13 Mannschaften in der neugeschaffenen 2. Bundesliga Pro der Frauen:
- Skurios Volleys Borken
- TV Dingolfing
- VCO Dresden
- Schwarz-Weiss Erfurt
- Allbau Volleys Essen
- Binder Blaubären TSV Flacht
- SSC Freisen
- ESA Grimma Volleys
- ETV Hamburg
- DSHS SnowTrex Köln
- Bayer Leverkusen
- Stralsunder Wildcats
- NawaRo Straubing

Aus der der 2. Bundesliga kamen Skurios Volleys Borken, Allbau Volleys Essen, ETV Hamburg, DSHS SnowTrex Köln, Bayer Leverkusen sowie Stralsunder Wildcats (Nordstaffel) und TV Dingolfing, VCO Dresden (mit Sonderspielrecht), SSC Freisen sowie ESA Grimma Volleys (Südstaffel). Hinzu kamen die Bundesliga-Rückzügler Schwarz-Weiss Erfurt und NawaRo Straubing. Mit Wildcard spielte der TSV Flacht unter dem Namen Binder Blaubären TSV Flacht.

## 2. Bundesliga Nord
Meister und Aufsteiger in die 2. Bundesliga Pro wurde der VfL Oythe. Auch der Drittplatzierte BBSC Berlin stieg auf.

### Mannschaften
In dieser Saison spielten folgende 13 Mannschaften in der 2. Bundesliga Nord der Frauen:
- BBSC Berlin
- VC Olympia Berlin
- SV Energie Cottbus
- SV Blau-Weiß Dingden
- SCU Emlichheim
- MTV 48 Hildesheim
- USC Münster II
- VC Olympia Münster
- BSV Ostbevern
- VfL Oythe
- SC Potsdam II
- Schweriner SC II
- RC Sorpesee

Meister der Saison 2022/23 wurden die Stralsunder Wildcats, die ebenso wie die Skurios Volleys Borken, Bayer Leverkusen, DSHS SnowTrex Köln, die Allbau Volleys Essen und der ETV Hamburg in die 2. Bundesliga Pro hochrückten. Absteiger gab es keine. Aus der Dritten Liga kamen der SC Potsdam II (Nord) sowie der RC Sorpesee, der MTV 48 Hildesheim, der USC Münster II und der VC Olympia Münster (mit Sonderspielrecht) (West). Mit einer Wildcard kam der SV Energie Cottbus aus der Regionalliga Nordost. Der VC Olympia Berlin spielte weiterhin mit Sonderspielrecht.

### Tabelle
Ab der Saison 2013/14 gilt für den Spielbetrieb des DVV eine neue Punkteregel: Für einen 3:0- oder einen 3:1-Sieg gibt es drei Punkte, für einen 3:2-Sieg zwei Punkte, für eine 2:3-Niederlage einen Punkt und für eine 1:3- oder 0:3-Niederlage keinen Punkt. Bei Punktgleichheit entscheidet zunächst die Anzahl der gewonnenen Spiele, dann der Satzquotient (Divisionsverfahren) und schließlich der Ballpunktquotient (Divisionsverfahren).
|                       | Verein                 | Anz. Spiele | Punkte | Gew. Spiele | Sätze | Bälle     |
| --------------------- | ---------------------- | ----------- | ------ | ----------- | ----- | --------- |
| 1.                    | VfL Oythe              | 24          | 63     | 21          | 67:19 | 2049:1617 |
| 2.                    | USC Münster II (N)     | 24          | 59     | 21          | 64:23 | 2020:1768 |
| 3.                    | BBSC Berlin            | 24          | 50     | 16          | 61:36 | 2162:1933 |
| 4.                    | SV Blau-Weiß Dingden   | 24          | 44     | 14          | 52:40 | 2014:1898 |
| 5.                    | SCU Emlichheim         | 24          | 43     | 15          | 55:42 | 2143:1994 |
| 6.                    | RC Sorpesee (N)        | 24          | 42     | 14          | 52:38 | 2020:1968 |
| 7.                    | Schweriner SC II       | 24          | 39     | 14          | 46:42 | 1972:1923 |
| 8.                    | SC Potsdam II (N)      | 24          | 35     | 12          | 44:47 | 1973:1993 |
| 9.                    | MTV 48 Hildesheim (N)  | 24          | 30     | 11          | 39:49 | 1904:1976 |
| 10.                   | BSV Ostbevern          | 24          | 26     | 8           | 36:56 | 1917:2011 |
| 11.                   | SV Energie Cottbus (N) | 24          | 21     | 6           | 34:61 | 1879:2146 |
| 12.                   | VCO Münster (S)        | 24          | 13     | 3           | 26:67 | 1777:2143 |
| 13.                   | VCO Berlin (S)         | 24          | 3      | 1           | 15:71 | 1600:2060 |
| Stand: 27. April 2024 |                        |             |        |             |       |           |

|     | Aufsteiger in die 2. Bundesliga Pro |
|     | Rückzug in die Dritte Liga          |
| (N) | Aufsteiger                          |
| (S) | Sonderspielrecht                    |

## 2. Bundesliga Süd
Meister wurden die Roten Raben Vilsbiburg II, die sich allerdings anschließend zurückzogen. Auch die Barock Volleys MTV Ludwigsburg zogen sich zurück.

### Mannschaften
In dieser Saison spielten folgende 13 Mannschaften in der 2. Bundesliga Süd der Frauen:
- TV Suspa Altdorf
- proWIN Volleys TV Holz
- SV Karlsruhe-Beiertheim
- SV Lohhof
- Barock Volleys MTV Ludwigsburg
- TSV TB München
- DJK Sportbund München-Ost
- TV Planegg-Krailling
- TG Bad Soden
- BSP MTV Stuttgart
- TSV Unterhaching
- Rote Raben Vilsbiburg II
- VC Wiesbaden II

Meister der Saison 2022/23 wurde erneut der TV Dingolfing, der ebenso wie der VV Grimma, der SSC Freisen sowie der VC Olympia Dresden in die 2. Bundesliga Pro hochrückte. Der TV Waldgirmes zog sich zurück. Aus der Dritten Liga kamen die proWIN Volleys TV Holz und der BSP MTV Stuttgart (mit Sonderspielrecht) (Süd) sowie der TSV TB München und der DJK Sportbund München-Ost (Ost). Mit einer Wildcard stiegen die Barock Volleys MTV Ludwigsburg auf.

### Tabelle
Seit der Saison 2013/14 gilt für den Spielbetrieb des DVV eine neue Punkteregel: Für einen 3:0- oder einen 3:1-Sieg gibt es drei Punkte, für einen 3:2-Sieg zwei Punkte, für eine 2:3-Niederlage einen Punkt und für eine 1:3- oder 0:3-Niederlage keinen Punkt. Bei Punktgleichheit entscheidet zunächst die Anzahl der gewonnenen Spiele, dann der Satzquotient (Divisionsverfahren) und schließlich der Ballpunktquotient (Divisionsverfahren).
|                       | Verein                             | Anz. Spiele | Punkte | Gew. Spiele | Sätze | Bälle     |
| --------------------- | ---------------------------------- | ----------- | ------ | ----------- | ----- | --------- |
| 1.                    | Rote Raben Vilsbiburg II           | 24          | 58     | 19          | 65:28 | 2174:1927 |
| 2.                    | TSV Unterhaching                   | 24          | 51     | 19          | 63:35 | 2206:2088 |
| 3.                    | VC Wiesbaden II                    | 24          | 48     | 16          | 59:38 | 2163:2007 |
| 4.                    | TG Bad Soden                       | 24          | 44     | 14          | 51:37 | 2042:1914 |
| 5.                    | TV Planegg-Krailling               | 24          | 41     | 14          | 52:43 | 2138:1998 |
| 6.                    | SV Lohhof                          | 24          | 40     | 13          | 55:48 | 2231:2182 |
| 7.                    | TV Suspa Altdorf                   | 24          | 37     | 12          | 49:46 | 2080:2004 |
| 8.                    | SV Karlsruhe-Beiertheim            | 24          | 37     | 12          | 49:51 | 2112:2119 |
| 9.                    | DJK Sportbund München-Ost (N)      | 24          | 33     | 12          | 45:53 | 2125:2154 |
| 10.                   | proWIN Volleys TV Holz (N)         | 24          | 27     | 8           | 41:55 | 2029:2145 |
| 11.                   | Barock Volleys MTV Ludwigsburg (N) | 24          | 22     | 8           | 33:58 | 1882:2093 |
| 12.                   | BSP MTV Stuttgart (S)              | 24          | 19     | 6           | 30:59 | 1898:2087 |
| 13.                   | TSV TB München (N)                 | 24          | 11     | 3           | 26:67 | 1817:2179 |
| Stand: 27. April 2024 |                                    |             |        |             |       |           |

|     | Rückzug          |
| (N) | Aufsteiger       |
| (S) | Sonderspielrecht |